# Championnats d'Europe de karaté 1975
Les championnats d’Europe de karaté 1975 ont eu lieu à Ostende, en Belgique, en 1975. Cette édition a été la dixième des championnats d'Europe de karaté senior organisés chaque année par la Fédération européenne de karaté depuis 1966. Un total de 260 athlètes provenant de 21 pays différents y ont participé.

## Résultats

### Épreuves individuelles
| Rang | Pays   | Karatéka     |
| ---- | ------ | ------------ |
| 1    | France | Roger Paschy |
| 2    | ?      | ?            |
| 3    | ?      | ?            |
| 3    | ?      | ?            |

| Rang | Pays       | Karatéka        |
| ---- | ---------- | --------------- |
| 1    | Angleterre | William Higgins |
| 2    | ?          | ?               |
| 3    | ?          | ?               |
| 3    | ?          | ?               |

| Rang | Pays       | Karatéka          |
| ---- | ---------- | ----------------- |
| 1    | Angleterre | Eugene Codrington |
| 2    | ?          | ?                 |
| 3    | ?          | ?                 |
| 3    | ?          | ?                 |

| Rang | Pays   | Karatéka         |
| ---- | ------ | ---------------- |
| 1    | France | Patrice Belrhiti |
| 2    | ?      | ?                |
| 3    | ?      | ?                |
| 3    | ?      | ?                |

### Épreuve par équipes
| Rang | Pays   |
| ---- | ------ |
| 1    | France |
| 2    | ?      |
| 3    | ?      |
| 3    | ?      |